# 西山宗佑
西山 宗佑（にしやま そうすけ、1981年8月24日 - ）は、日本の俳優である。東京都出身。
血液型：B型。特技はサッカー。
1999年、第12回「ジュノン・スーパーボーイ・コンテスト」で審査員特別賞を受賞。かつてトヨタオフィスに所属していた。

## 出演

### テレビドラマ
- 赤い疑惑（TBS、2005年）
- Deep Love（2005年、テレビ東京） - ヤスト 役
- ミステリー民族学者八雲樹（2004年、テレビ朝日） - 市瀬秀一 役
- 月曜ミステリー劇場・早乙女千春の添乗報告書16 (2004年、TBS）- 篠田勇市 役
- 美しい罠（2006年、東海テレビ） - 篠塚 役
- CAとお呼びっ! 第3話（2006年、日本テレビ）
- PS羅生門 第10話（2006年、テレビ朝日）
- 土曜ワイド劇場・火災調査官・紅蓮次郎（テレビ朝日）
- 花ざかりの君たちへ〜イケメン♂パラダイス〜（2007年7月 - 9月、フジテレビ） - 七道宗磨 役
- 乙女のパンチ 第1話（2008年、NHK総合テレビ）
- シバトラ〜童顔刑事・柴田竹虎〜 第1話（2008年、フジテレビ）
- cafe吉祥寺で（2008年9月29日 - ?、テレビ東京） - シゲル 役
- 花ざかりの君たちへ〜イケメン♂パラダイス〜 卒業式&7と1/2話スペシャル（2008年10月12日、フジテレビ） - 七道宗磨 役
- ギラギラ（2008年、テレビ朝日） - 陸斗 役
- ハンチョウ〜神南署安積班〜 第10話（2009年4月、TBS）
- オトメン（乙男）〜夏〜 第5話（2009年9月5日、フジテレビ） - ナツキ 役
- 金曜プレステージ・松本清張ドラマスペシャル・山峡の章（2010年1月29日、フジテレビ）
- 相棒 season10 第15話（2012年2月8日、テレビ朝日）

### 映画
- 生霊（いきすだま）（2001年）
- 凶気の桜（2002年）
- 掟（2003年、松方弘樹監督） - 兵藤哲也 役
- 姉御（2003年） - 鉄也 役
- ボン・ボヤージュ!（2004年、及川拓郎監督） - 徹 役
- ムーンライト・ジュリーフィッシュ（2004年） - 杉本隆司 役
- ベルトガショートフィルムズショートムービー「鏡」（2004年、深川栄洋監督）
- 69 sixty nine（2004年）
- 実録・安藤組外伝 餓狼の掟（2004年）
- 玄海組血風録 外道の群れ（2004年）- 戸田
- フライ、ダデイ、フライ（2005年）
- スケバン刑事 コードネーム=麻宮サキ（2006年） - 西川早佑 役
- ワルボロ（2007年）
- かば（2021年7月24日、「かば」製作委員会）- 内藤役[1]

### 舞台
- となりの守護神（2008年） - 結城 役
- 誰ソ彼（たそがれ）（2008年） - 佐々木一也 役

### その他
- ケータイドラマ「恋する血液型」